# 한국경마축산고등학교
한국경마축산고등학교(韓國競馬畜産高等學校)는 대한민국 전북특별자치도 남원시 운봉읍 준향리에 있는 공립 고등학교이다.

## 학교 연혁
- 1969년 10월 18일 : 운봉축산고등학교 인가(3학급)
- 1970년 3월 20일 : 운봉축산고등학교 개교
- 1976년 6월 9일 : 운봉종합고등학교 개칭
- 1980년 3월 1일 : 전북축산고등학교 개칭(9학급 인가)
- 2001년 8월 20일 : 특성화고등학교 지정 및 교명 변경 승인
- 2003년 3월 1일 : 한국경마축산고등학교로 개칭(3학급 인가)
- 2012년 11월 2일 : 제7차 마이스터 고등학교 지정
- 2013년 6월 5일 : 말산업과 학과개편 및 6학급 인가
- 2013년 11월 1일 : 농림축산식품부 말산업 전문인력 양성기관 지정
- 2014년 3월 3일 : 말산업분야 마이스터고등학교 개교
- 2021년 9월 1일 : 제19대 박준호 교장 취임
- 2024년 1월 4일 : 제52회 졸업식(졸업생 18명, 총 2,435명)

## 설치 학과
- 말산업과

## 참고 자료
- 한국경마축산고등학교 - 한국교육학술정보원 학교알리미